# Coffee & TV
"Coffee & TV" é uma canção escrita por Damon Albarn, Graham Coxon, Alex James e Dave Rowntree, gravada pela banda Blur.
É o segundo single do sexto álbum de estúdio lançado a 15 de Março de 1999, 13.

## Prémios
O vídeo ganhou diversos prémios, entre eles o MTV Europe Music Awards na categoria "Best Video", o Music Week Cad Awards na categoria "Best Pop Video" e o NME Premier Awards na categoria "Best Video".

## Paradas
| Paradas (1996)                 | Posições |
| ------------------------------ | -------- |
| Reino Unido - UK Singles Chart | 11       |